# Leonhard Langmann

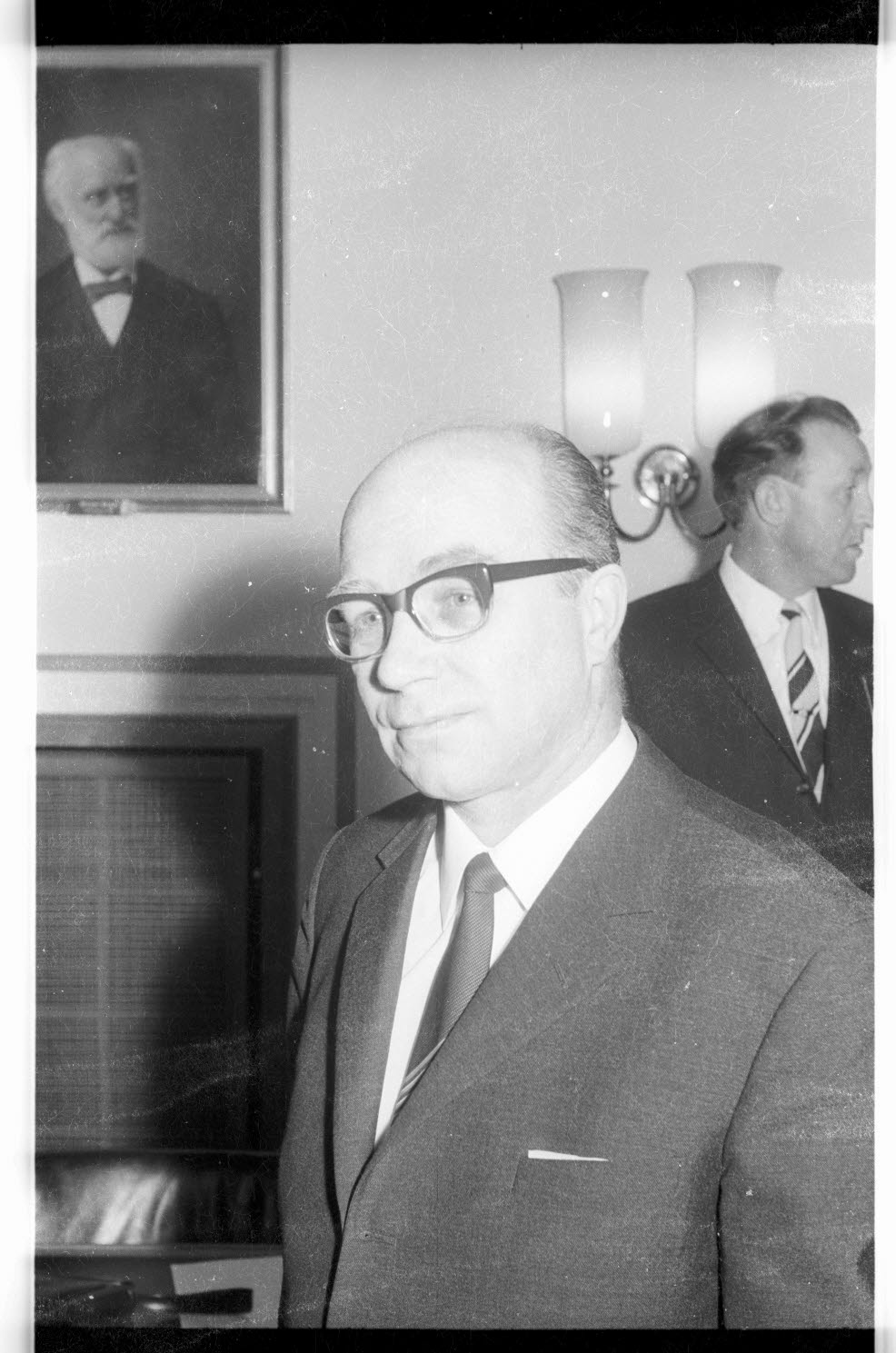
Leonhard Langmann als Mitglied der Kieler Ratsversammlung nach der Kommunalwahl 1966

Leonhard Langmann (* 21. Dezember 1920 in Kiel; † 9. Juni 2001) war ein deutscher Politiker (SPD).
Langmann besuchte die Volksschule und absolvierte von 1936 bis 1939 eine Lehre als Elektromechaniker. 1948 trat er der IG Metall und der SPD bei. Ab 1950 besuchte er Gewerkschaftsschulen und bildete sich in Volkshochschulen weiter. Langmann arbeitete bei der Firma Hagenuk in Kiel, bei der er stellvertretender Betriebsratsvorsitzender war. Von 1966 bis 1971 war er Mitglied des Stadtrats von Kiel. Langmann war Mitglied im SPD-Kreisvorstand Kiel und im Landesvorstand der SPD Schleswig-Holstein. 1971 wurde Langmann im damaligen Landtagswahlkreis Kiel-Süd in den Landtag Schleswig-Holsteins gewählt. Das Direktmandat errang er auch bei den Wahlen 1975 und 1979 Langmann war unter anderem Mitglied des Eingabenausschusses, des Rechtsausschusses und des Sozialausschusses. Von 1981 bis 1983 gehörte er dem Richterwahlausschuss an. 1983 schied er aus dem Landtag aus.
Langmann war verheiratet und hatte drei Kinder.